# Paulipetro
A Paulipetro (Paulista Petróleo) foi uma empresa criada durante a gestão do governador de São Paulo, Paulo Maluf, com o intuito de extrair petróleo e gás natural na Bacia do Paraná.
Com a criação dos contratos de risco pela Petrobrás como resposta ao 1º Choque do petróleo em 1973 o então governador do Estado de São Paulo, Paulo Maluf criou a Paulipetro. A Paulipetro gastou aproximadamente 500 milhões de dólares entre 1979 e 1983 na perfuração de 33 poços em 20 blocos dos 27 blocos exploratórios adquiridos pela Paulipetro. Os resultados das explorações petrolíferas se resumiram a uma descoberta de pouco valor comercial na região de Cuiabá Paulista e um poço próximo de Rio Vorá que apresentava indícios de gás. Em valores atualizados, os gastos chegaram na casa de R$ 4 bilhões, valor este que deverá ser devolvido à Secretaria de Fazenda do Estado de São Paulo, segundo determinação do Supremo Tribunal Federal, e como a decisão foi transitada em julgado no início de dezembro de 2007, por isso, não cabem mais recursos. A execução judicial da dívida deveria ter começado em fevereiro de 2008, mas foi estancada por uma ação rescisória interposta por Paulo Maluf (AR 4206) junto ao Superior Tribunal de Justiça, que se encontra em trânsito na primeira seção daquela corte, sob relatoria do ministro Arnaldo Esteves Lima.

## Processo Judicial
Em março de 1980, o advogado Walter do Amaral entrou com ação popular de ato lesivo ao patrimônio público. A ação pedia que as partes envolvidas nas operações da Paulipetro devolvessem “ao patrimônio público a importância equivalente em cruzeiros a US$ 250 mil, já paga pela Paulipetro à Petrobras a título de aquisição das informações geológicas a respeito da Bacia do Paraná, nos termos das normas regulamentares dos contratos de risco”, conforme diz o processo.
A ação popular foi distribuída na Justiça Federal do Rio de Janeiro, por ser a área onde está a sede da Petrobrás. Ela foi julgada improcedente em primeira e em segunda instâncias. Mas em 1997 o Superior Tribunal de Justiça (STJ) acatou recurso da acusação e o processo foi considerado procedente. A defesa então recorreu dessa decisão no STJ e finalmente pediu recurso final no Supremo Tribunal Federal (STF).
O advogado José Guilherme Vilella, que representou Paulo Maluf apenas no recurso levado ao STF, diz que amparou seu pedido em uma divergência de entendimento entre os tribunais. “Eu fiz o embargo de divergência e recurso extraordinário para o STF. Eu sustentei que a matéria que foi apreciada pelo STJ era matéria de fundo constitucional, que só deve ser apreciada pelo STF, em recurso extraordinário”.
No início do mês de agosto de 2007, o STF julgou esse recurso extraordinário e o arquivou. O relator do processo no Supremo, ministro Carlos Brito, não reconheceu o recurso extraordinário e foi acompanhado nesse voto pelos demais ministros, à exceção do ministro Marco Aurélio Mello.
Com o arquivamento desse recurso no STF, prevalece a condenação do STJ. Desta forma, segundo avaliação de Vilella, cabe ao autor da ação, o advogado Walter do Amaral, executar a sentença que vai determinar qual vai ser o valor do ressarcimento e qual valor cada um dos condenados terá de pagar.
A sentença obriga seis réus a devolverem os recursos consumidos pela Paulipetro: o ex-governador de São Paulo, Paulo Maluf, que criou a companhia em 1979; seus então secretários Osvaldo Palma (Indústria, Comércio, Ciência e Tecnologia), e Sílvio Fernandes Lopes (Obras e Meio Ambiente); além da Petrobras, Instituto de Pesquisas Tecnológicas (IPT) e CESP.
Inicialmente, cada um dos citados é responsável por um sexto do valor devido aos cofres públicos. Isso significa que a dívida de cada uma das partes é de aproximadamente 670 milhões de reais. Como os condenados são solidários na dívida, os demais teriam, nesse caso, de arcar com a parte do inadimplente. No limite, se ninguém mais pagasse, a CESP teria de bancar sozinha os 4 bilhões de reais.

## Polêmica
O deputado federal por São Paulo Paulo Maluf, atualmente alega, inclusive em campanha, que ele de fato sabia da existência de petróleo em São Paulo, fazendo referência as bacias encontradas em Santos pela Petrobrás. Porém, em nenhum momento a Paulipetro realizou estudos sobre a existência de petróleo e gás natural longe da bacia do rio Paraná, e mesmo hoje, não se sabe quantos recursos financeiros serão necessários para a exploração deste.